# Neil Winter
Neil Stephen Winter (* 21. März 1974 in Chippenham) ist ein ehemaliger britischer Stabhochspringer.
1994 siegte er für Wales startend bei den Commonwealth Games in Victoria.
Bei den Olympischen Spielen 1996 in Atlanta schied er in der Qualifikation aus.
1993 wurde er Britischer Meister, 1990, 1993 und 1996 Walisischer Meister.

## Bestleistungen
- Stabhochsprung: 5,60 m, 19. August 1995, Enfield
  - Halle: 5,10 m, 8. Februar 1992, Birmingham